# 박희정 (만화가)
박희정(1970년 10월 6일 ~)은 대한민국의 만화가이다. 경상북도 경주 출신으로 1993년 서울문화사의 순정만화잡지 《윙크》를 통해 단편 《Summer Time》(그해 여름의 이야기)로 데뷔했다. 2010년 《마틴 앤 존》으로 부천만화대상 대상을 수상했다. 2010년 뮤지컬 《쓰릴 미》의 일러스트 포스터를 담당하기도 했다. 대표작으로는 《호텔 아프리카》, 《마틴 앤 존》 등이 있다

## 작품

### 만화
| 작품명                              | 잡지 연재                      | 단행본                                                 | 특징 |
| ----------------------------------- | ------------------------------ | ------------------------------------------------------ | --- |
| 《I can't stop》(아이 캔 스탑)      | 1994년                         | 1995년 서울문화사 전2권                                | |
| 《호텔 아프리카》                   | 《윙크》 1995년                | 1999년 서울문화사 전5권 2005년 서울문화사 애장판 전4권 | |
| 《만화가네 강아지》                 | 1994년                         | 2000년 서울문화사 단권                                 | 단편집 |
| 《Martin & Jhon》(마틴 앤 존)       | 《나인》1998년 《윙크》 재연재 | 2000년 서울문화사 1권 2006년 서울문화사 전12권         | |
| 《SECRET》                          |                                | 2000년 서울문화사 1권                                  | 중단 |
| 《the STUPID》                      | 1997년                         | 2001년 서울문화사 단권                                 | 단편집, 최자은 글, 수록작품: Welldonefake의 복수, MARIO & VICTOR, 아름다운 달빛 창가에서...                           |
| 《FEVER》                           | 《윙크》                       | 2003년 서울문화사 전4권                                | |
| 《너무 오래...》                    |                                | 2004년 서울문화사 단권                                 | 단편집, 수록작품: Blood, 너무 오래, 미친 놈, feel so good, 불면증, Ember, 광림이는 대단해, 뮤직박스, 어흘리, 울보천사 |
| 《두 번의 결혼식과 한 번의 장례식》 | 네이트 웹툰                    | 2011년 씨네21북스 전4권                                | 김조광수, 박해영, 김윤신 원저                                                                                         |
| 《Q열》(Q熱)                        | 《윙크》                       | 2012년 서울문화사 단권                                 | 단편집 |

초판 발행일을 기준으로 작품을 나열한다. 단, 초판 발행일을 알 수 없는 것은 재판 발행일을 따른다.

### 작화집, 삽화
- 《SIESTA》(시에스타), 2001년, 시공사, 일러스트레이션집
- 《채색에 美치다》, 2009년, 서울문화사, 작화집
- 《하늘을 나는 소녀》, 2010년, 살림Friends, 빅토리아 포레스터 저, 황윤영 역, 박희정 그림
- 《애플 컬렉션 톡식 3호》(Apple Collection TOXIC vol.3), 2011년, 서울비주얼웍스, 박희정 등 그림